# 沙恩·珀金斯
沙恩·珀金斯（英語：Shane Perkins，1986年12月30日—），澳大利亚、俄罗斯男子自行车运动员。他曾代表澳大利亚参加2012年夏季奥林匹克运动会自行车比赛，获得男子个人竞速赛铜牌、男子团体竞速赛第四名和男子竞轮赛第五名。